# Lễ hội khoa học Dolnośląskie
Lễ hội khoa học Dolnośląskie là một sự kiện thường niên được tổ chức vào cuối tháng 9 hoặc tháng 10, diễn ra tại các thành phố trên toàn tỉnh Dolnośląskie, Ba Lan, nhằm mục đích phổ biến kiến thức khoa học cũng như thôi thúc sự đam mê trong việc học tập, nghiên cứu khoa học của học sinh, sinh viên, giáo viên, giảng viên và những người nghiên cứu.

## Lịch sử
Lễ hội khoa học ở Dolnośląskie được tổ chức lần đầu tiên vào năm 1998, trong đó có 3 ngày tổ chức ở thành phố Wrocław, một ngày ở Jelenia Góra, Legnica và Wałbrzych. Trong các lần tổ chức tiếp theo, lễ hội thường có thời gian dài hơn và được tổ chức trên phạm vi rộng hơn với nhiều thành phố hơn. Đáng chú ý trong lễ hội lần thứ 15 (năm 2012), lễ hội đã được tổ chức trong vòng 22 ngày, ngoài các thành phố cũ thì trong lễ hội lần 15 còn có thêm các thành phố khác lần đầu tiên tham gia sự kiện này, như: Zgorzelec, Dzierżoniów, Głogów, Bystrzyca Kłodzka và Ząbkowice Sląskie. Năm 2014, thành phố Lubin lần đầu tiên gia nhập nhóm các thành phố lễ hội, và từ năm 2017 có thêm thành phố Bolesławiec trở thành thành viên mới trong nhóm các thành phố tham gia.
Bên cạnh sự ghi nhận việc tăng lên về thời gian tổ chức và số thành phố tham gia, thì sự tăng lên về số lượng người tham gia cũng đáng chú ý. Trong năm đầu tiên của lễ hội, có 285 sự kiện khoa học đã được tổ chức, kèm theo đó là hơn 20.000 lượt người ghé thăm, thì trong lễ hội lần thứ 19 (năm 2018), đã có hơn 1.500 sự kiện khoa học được tổ chức, kèm theo đó khoảng 140.000 người đã tham gia. Lễ hội khoa học ở Dolnośląskie đã khiến tỉnh này trở thành một thành viên của lễ hội châu Âu EUSEA trong nhiều năm.